# 紀元前791年
紀元前791年（きげんぜん791ねん）は、西暦による年。

## 他の紀年法
- 干支 : 庚戌
- 中国
  - 周 - 宣王37年
  - 魯 - 孝公16年
  - 斉 - 荘公贖4年
  - 晋 - 穆侯21年
  - 秦 - 荘公31年
  - 楚 - 熊咢9年
  - 宋 - 戴公9年
  - 衛 - 武公22年
  - 陳 - 武公5年
  - 蔡 - 釐侯19年
  - 曹 - 恵伯5年
  - 鄭 - 桓公16年
  - 燕 - 釐侯36年
- 朝鮮
  - 檀紀1543年
- ユダヤ暦 : 2970年 - 2971年

## 死去
- 燕の釐侯